# Martes Sport
Martes Sport – polska sieć wielkopowierzchniowych sklepów sportowych.
Firmę w 1993 roku w Bielsku–Białej założyli Jarosław Droździk z Michałem Kowalikiem. Przedsiębiorstwo zajmuje się dystrybucją odzieży, obuwia, sprzętu i akcesoriów sportowych oraz wyposażenia trekkingowego na terenie Europy Środkowej, Południowej i Wschodniej głównie przez własną sieć salonów sportowych. Firma obecna jest w Polsce, na Ukrainie, w Czechach, a od 1998 roku również na Słowacji, Węgrzech, Rumunii, Bułgarii, Chorwacji, Bośni, Serbii, Słowenii, Mołdawii, Czarnogórze, Albanii, Macedonii Północnej, Kosowie, Łotwie, Litwie i Estonii. 

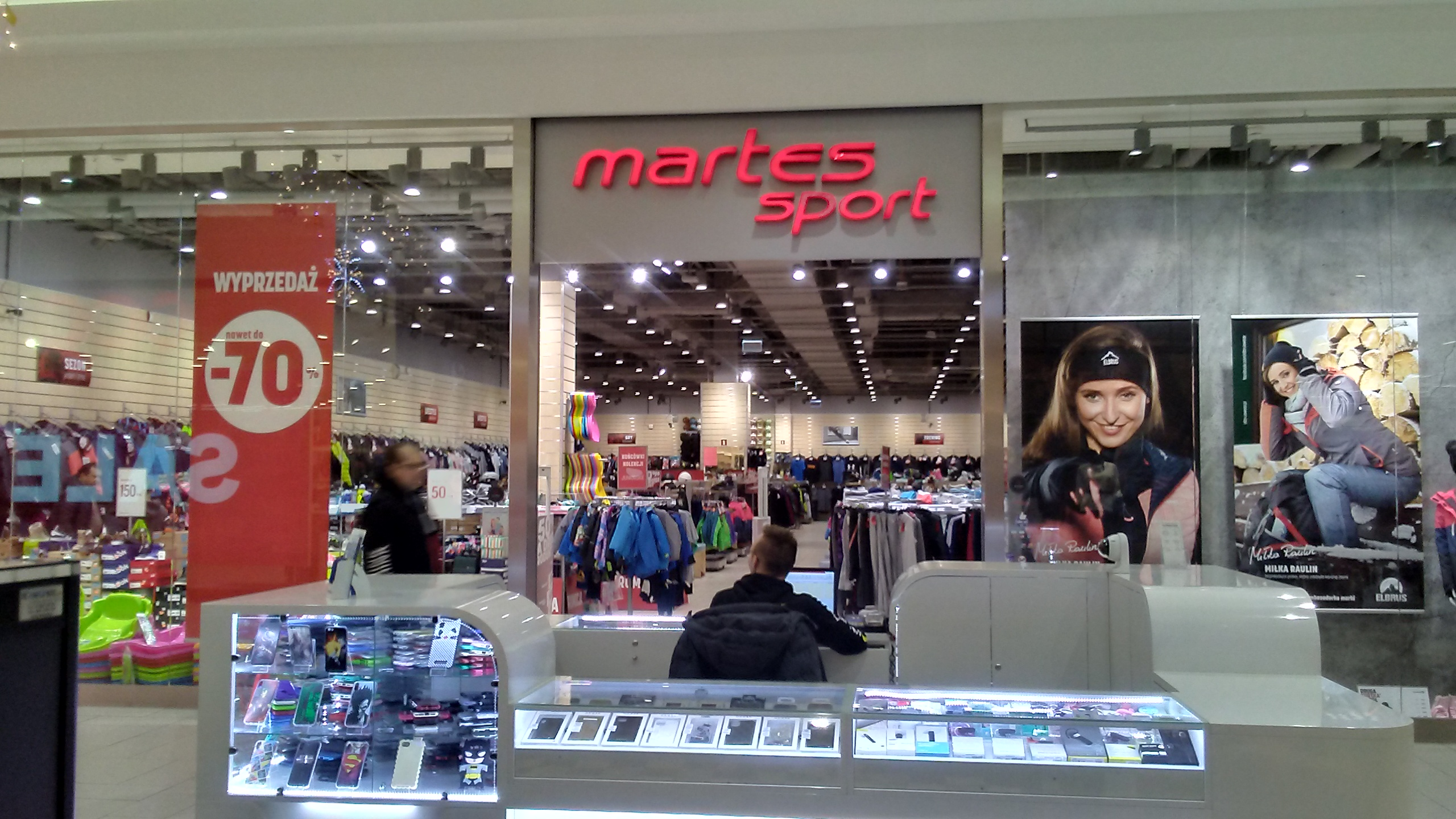
Salon Martes Sport w galerii handlowej w Tomaszowie Mazowieckim

Salony Martes w Polsce znajdują się głównie w galeriach handlowych. Pierwszy salon sieci otwarty został w Czeladzi w 2005. W 2015 roku sieć liczyła poniżej 200 placówek a w 2019 roku Martes Sport posiadał już  329 sklepów. Pod koniec 2021 roku liczba sklepów przekroczyła 360. 

Oprócz salonów, przedsiębiorstwo prowadzi outlety marek Hi-Tec, Elbrus, Brugi, Iguana oraz sklepy marki AquaWave. Martes Sport jest również pośrednikiem handlowym francuskich sklepów sportowych Go Sport, Tesco, Auchan, Metro Group

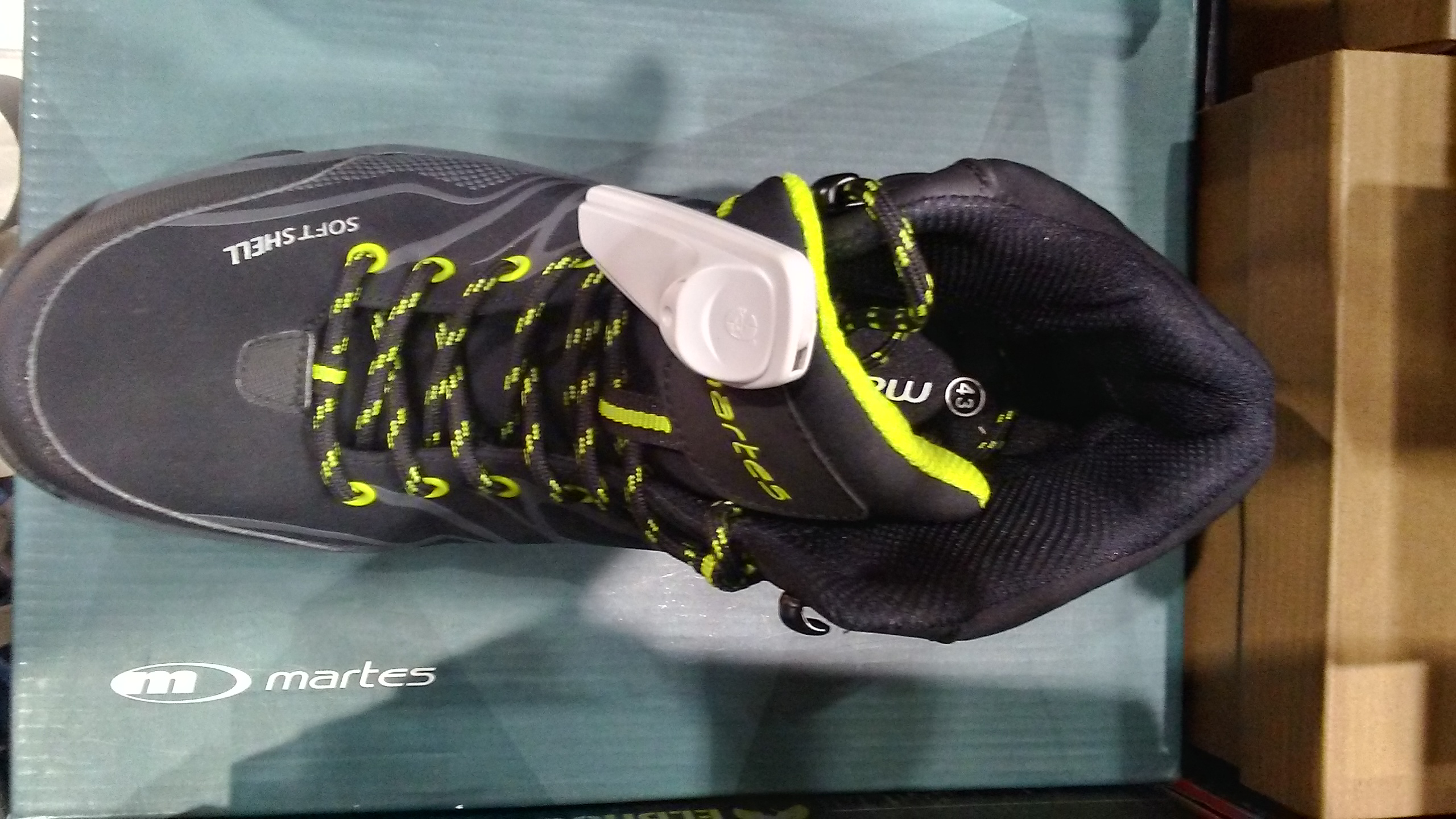
Logotyp na opakowaniu obuwia

W 2013 i 2014 roku firma otrzymała „Gazelę Biznesu” w konkursie organizowanym przez dziennik „Puls Biznesu”, w 2017 została wyróżniona „Diamentem” miesięcznika „Forbes”. W czerwcu 2019 roku właściciele sieci debiutowali w rankingu „100 najbogatszych Polaków” tygodnika „Wprost”, zajmując ex aequo 86. miejsce z majątkiem szacowanym na 452 miliony złotych.
Martes Sport jest sponsorem bielsko-bialskiego klubu BKS Stal. 